# Aanzoek zonder ringen
Aanzoek zonder ringen is een single van de Nederlandse band BLØF afkomstig van het album Umoja. Het nummer is uitgebracht op 6 januari 2006. Het nummer werd in Japan opgenomen, in het kader van de wereldreis die BLØF maakte voor de opnamen van Umoja. Het nummer is een samenspel met de Japanse slagwerkgroep Kodō.
Het nummer kwam in de Nederlandse Single Top 100 binnen op nummer 1.

## Uitgaven en tracklists
Cd-single
1. "Aanzoek zonder ringen"
2. "Opstand (akoestisch)"

Dvd-single
1. "Aanzoek zonder ringen (video)"
2. "Opstand (audio)"
3. "BLØF & Kodo: gebundelde kracht (videodocumentaire)"
4. "Fotogalerij"

## Hitnoteringen

### Nederlandse Top 40
| Hitnotering: 28-01-2006 t/m 13-05-2006 | Hitnotering: 28-01-2006 t/m 13-05-2006 | Hitnotering: 28-01-2006 t/m 13-05-2006 | Hitnotering: 28-01-2006 t/m 13-05-2006 | Hitnotering: 28-01-2006 t/m 13-05-2006 | Hitnotering: 28-01-2006 t/m 13-05-2006 | Hitnotering: 28-01-2006 t/m 13-05-2006 | Hitnotering: 28-01-2006 t/m 13-05-2006 | Hitnotering: 28-01-2006 t/m 13-05-2006 | Hitnotering: 28-01-2006 t/m 13-05-2006 | Hitnotering: 28-01-2006 t/m 13-05-2006 | Hitnotering: 28-01-2006 t/m 13-05-2006 | Hitnotering: 28-01-2006 t/m 13-05-2006 | Hitnotering: 28-01-2006 t/m 13-05-2006 | Hitnotering: 28-01-2006 t/m 13-05-2006 | Hitnotering: 28-01-2006 t/m 13-05-2006 | Hitnotering: 28-01-2006 t/m 13-05-2006 | Hitnotering: 28-01-2006 t/m 13-05-2006 |
| Week                                   | 1                                      | 2                                      | 3                                      | 4                                      | 5                                      | 6                                      | 7                                      | 8                                      | 9                                      | 10                                     | 11                                     | 12                                     | 13                                     | 14                                     | 15                                     | 16                                     |                                        |
| -------------------------------------- | -------------------------------------- | -------------------------------------- | -------------------------------------- | -------------------------------------- | -------------------------------------- | -------------------------------------- | -------------------------------------- | -------------------------------------- | -------------------------------------- | -------------------------------------- | -------------------------------------- | -------------------------------------- | -------------------------------------- | -------------------------------------- | -------------------------------------- | -------------------------------------- | -------------------------------------- |
| Nummer                                 | 19                                     | 6                                      | 2                                      | 2                                      | 3                                      | 3                                      | 6                                      | 5                                      | 8                                      | 12                                     | 16                                     | 18                                     | 24                                     | 28                                     | 29                                     | 37                                     | uit                                    |

### Nederlandse Single Top 100
| Hitnotering: 04-02-2006 t/m 03-06-2006 | Hitnotering: 04-02-2006 t/m 03-06-2006 | Hitnotering: 04-02-2006 t/m 03-06-2006 | Hitnotering: 04-02-2006 t/m 03-06-2006 | Hitnotering: 04-02-2006 t/m 03-06-2006 | Hitnotering: 04-02-2006 t/m 03-06-2006 | Hitnotering: 04-02-2006 t/m 03-06-2006 | Hitnotering: 04-02-2006 t/m 03-06-2006 | Hitnotering: 04-02-2006 t/m 03-06-2006 | Hitnotering: 04-02-2006 t/m 03-06-2006 | Hitnotering: 04-02-2006 t/m 03-06-2006 | Hitnotering: 04-02-2006 t/m 03-06-2006 | Hitnotering: 04-02-2006 t/m 03-06-2006 | Hitnotering: 04-02-2006 t/m 03-06-2006 | Hitnotering: 04-02-2006 t/m 03-06-2006 | Hitnotering: 04-02-2006 t/m 03-06-2006 | Hitnotering: 04-02-2006 t/m 03-06-2006 | Hitnotering: 04-02-2006 t/m 03-06-2006 | Hitnotering: 04-02-2006 t/m 03-06-2006 | Hitnotering: 04-02-2006 t/m 03-06-2006 | Hitnotering: 04-02-2006 t/m 03-06-2006 | Hitnotering: 04-02-2006 t/m 03-06-2006 |
| Week                                   | 1                                      | 2                                      | 3                                      | 4                                      | 5                                      | 6                                      | 7                                      | 8                                      | 9                                      | 10                                     | 11                                     | 12                                     | 13                                     | 14                                     | 15                                     | 16                                     | 17                                     | 18                                     | 19                                     | 20                                     |                                        |
| -------------------------------------- | -------------------------------------- | -------------------------------------- | -------------------------------------- | -------------------------------------- | -------------------------------------- | -------------------------------------- | -------------------------------------- | -------------------------------------- | -------------------------------------- | -------------------------------------- | -------------------------------------- | -------------------------------------- | -------------------------------------- | -------------------------------------- | -------------------------------------- | -------------------------------------- | -------------------------------------- | -------------------------------------- | -------------------------------------- | -------------------------------------- | -------------------------------------- |
| Nummer                                 | 1                                      | 2                                      | 2                                      | 6                                      | 9                                      | 14                                     | 21                                     | 24                                     | 34                                     | 44                                     | 50                                     | 63                                     | 65                                     | 41                                     | 53                                     | 62                                     | 69                                     | 56                                     | 68                                     | 84                                     | uit                                    |

### NPO Radio 2 Top 2000
| Nummer met noteringen in de NPO Radio 2 Top 2000 | '07 | '08  | '09 | '10 | '11 | '12 | '13 | '14 | '15  | '16  | '17  | '18  | '19  | '20  | '21  | '22  | '23  | '24  |
| ------------------------------------------------ | --- | ---- | --- | --- | --- | --- | --- | --- | ---- | ---- | ---- | ---- | ---- | ---- | ---- | ---- | ---- | ---- |
| Aanzoek zonder ringen                            | 251 | 1326 | 601 | 587 | 869 | 463 | 736 | 930 | 1014 | 1246 | 1307 | 1246 | 1285 | 1318 | 1576 | 1587 | 1531 | 1339 |

1. ↑  Een vetgedrukt getal geeft de hoogste notering aan.
2. ↑  2007 was het eerste jaar met een notering voor dit nummer.